# Крест Морских заслуг (Испания)
Крест Морских заслуг (исп. Cruces del Mérito Naval) — государственная военная награда Королевства Испания. До 1995 года имел наименование Орден Военно-морских заслуг.

## История
Во время правления в Испании королевы Изабеллы II в стране по её указу были основаны сразу два военных ордена – в 1864 году орден Военных заслуг и пару лет спустя, в 1866 году – орден Военно-морских заслуг. Такое внимание к армии объяснялось не только личной слабостью королевы к героям в форме и не столько традиционно важной ролью, которую испанский флот играл на просторах Атлантики и Средиземного моря. Само правление Изабеллы, в особенности во второй половине её царствования, во многом опиралось на поддержку армии и флота.
Когда Изабелла была несколько раньше времени объявлена совершеннолетней, её роль в политической жизни Испании была ничтожной. Без неё началась ломка старых институтов страны. Ослабло влияние церкви, монархия должна была подчиниться конституционному строю. Конституция 1845 года оставляла за монархом определенные права. В частности, Изабелла могла назначать и увольнять министров, она обладала правом распустить палату депутатов, могла наложить вето на законодательные постановления и влиять на принятие тех или иных законов. Вместе с тем политическую жизнь страны постоянно сотрясали катаклизмы. Достаточно сказать, что за время правления Изабеллы II правительство менялось тридцать три раза. Королева благополучно пережила два покушения на свою жизнь. Изабелла не была сильной правительницей. Её представления о форме и роли конституционной монархии явно не соответствовали реалиям и запросам жизни. Несколько идеализированно она считала государство большой семьей, в которой ей отведена материнская роль. В такой ситуации авторитет Изабеллы в народе был совсем невелик. Её правление во многом держалось на поддержке военных. Одним из благодарственных кивков Изабеллы в их сторону было основание ордена Военно-морских заслуг. Дизайн его символов был относительно прост: золотой крест, покрытый красной или белой эмалью (в зависимости от степени или конкретного отрезка времени существования ордена). Сверху на кресте изображение якоря с одним или двумя крепежными кольцами. Лапы якоря выходят за пределы креста. Лента ордена красная, шириной 10 см, с широкой жёлтой полосой. Крест крепится к ней с помощью подвески, имеющей форму королевской короны. Как и в случае ордена Военных Заслуг, звезда ордена Военно-морских заслуг своим дизайном во многом повторяет оформление креста. Её основой служат радиально расходящиеся шестьдесят четыре луча. Они образуют восемь пучков и покрыты насечками.
Первоначально орден имел пять классов: Большой крест, кресты с I по IV классы.
Орденские эмиссии производились в 1931, 1936, 1942, 1970, 1977 годах, 28 июля 1995, и 1 августа 2003 года.
После последней эмиссии орден имеет четыре дивизиона по две степени в каждой: Большой крест и крест.

## Описание
Знак ордена степени Большого креста — прямой латинский крест с наложенным на него морским якорем. Крест при помощи звена в виде королевской короны подвешивается к орденской широкой ленте, которая надевается через правое плечо.
Звезда степени Большого креста представляет собой прямой латинский крест под королевской короной с морским якорем, наложенный на восьмиконечную золотую звезду. На звезду, между перекладинами креста наложены серебряные изображения замка (символа Кастилии) и льва (символа Леона). Цвет эмали креста в зависимости от дивизиона:
- — Красный крест с золотым якорем (Distintivo rojo) — за заслуги в военное время на поле брани.
- — Белый крест с якорем синей эмали (Distintivo blanco) — за заслуги в мирное время или в военное время в тылу.
- — Белый крест с якорем синей эмали и с жёлтыми полосками на горизонтальных перекладинах креста (Distintivo amarillo) — тяжёлые ранения (увечья) или смерть при исполнении обязанностей.
- — Белый крест с якорем синей эмали и с голубыми полосками на горизонтальных перекладинах креста (Distintivo azul) — за заслуги в операциях под эгидой ООН или других международных организаций.

Знак креста представляет собой прямой латинский крест c с наложенным на него морским якорем. Крест при помощи звена в виде королевской короны подвешивается к орденской ленте и носится на груди. Эмаль креста и лента соответствует одному из четырёх дивизионов.
- — красный крест
- — белый крест
- — белый крест с жёлтыми полосками
- — белый крест с голубыми полосками

| Большой крест - Красный дивизион | Большой крест - Белый дивизион с синими полосками | Большой крест - Белый дивизион с жёлтыми полосками | Большой крест - Белый дивизион |
| Крест - Красный дивизион         | Крест - Белый дивизион с синими полосками         | Крест - Белый дивизион с жёлтыми полосками         | Крест - Белый дивизион         |